# Conquista del caos
Conquista del caos (To Conquer Chaos) è un romanzo di fantascientifico del 1977 scritto da John Brunner.
È il numero 69 della serie Cosmo. Collana di Fantascienza.

## Trama
La “Desolazione” è la zona (dal diametro di 150 chilometri) in cui è assente ogni forma di vita. In essa sopravvivono soltanto piccoli villaggi isolati e distanti tra loro. Da questa landa desolata scaturiscono forme di vita mostruose e affatto pacifiche. Alcune persone hanno visioni che sembrano indicare che al centro della Desolazione ci siano i resti di un'antica civiltà.
Una spedizione di valorosi e un ragazzo in grado di avere visioni, scopriranno che al centro della Desolazione è in funzione un Computer organico andato in panne 500 anni prima. Riavviato il Computer, tutta la vita terrestre inizia a tornare alla normalità.

## Edizione
- John Brunner, Conquista del caos, a cura di Riccardo Valla, collana Cosmo. Collana di Fantascienza n° 69, traduzione di Gianpaolo Cosato e Sandro Sandrelli, Milano, 1977  [1964],  p. 158.